# Monica Rydbeck
Monica Rydbeck, född 27 november 1906, död 1 januari 1998, var en svensk konsthistoriker.
Monica Rydbecks far var professor Otto Rydbeck, skånsk museiman och arkeolog. Hon tjänstgjorde under en längre tid vid Lunds universitets historiska museum som amanuens och docent för att 1946 bli ansvarig för museets omfattande samlingar av skånska medeltidsskulpturer.
Av hennes hand finns en mängd artiklar om medeltidens konsthistoria med tyngdpunkt från Skåne och Sverige. Med sitt omfattande och banbrytande verk "Skånes stenmästare före 1200" som utkom 1936 tog hon steget in i den akademiska konsthistoriska världen. 1943 utkom hennes omfattande verk om valvslagning och kalkmålningar i skånska kyrkor.